# Carga a granel
A carga a granel é a mercadoria que é transportada sem embalagem e em grandes quantidades. Ele se refere ao material em qualquer estado, líquido ou granulado, em forma de partículas, como uma massa relativamente pequena de sólidos, tais como petróleo/crude, de grãos, de carvão, ou de cascalho. Esta carga é geralmente atirada ou derramada, com um bico ou pá, balde, no porão de um transportador de graneis ,vagão ou no corpo de um tanque/reboque/semirreboque. As quantidades menores (ainda considerados "granel") podem ser encaixadas (ou em barris) e em paletes. A carga a granel é classificado como líquido ou sólido.
O Baltic Exchange que é baseado em Londres, oferece uma gama de índices de padrão (benchmarking), com o custo do transporte de mercadorias a granel, seco e molhado, ao longo de rotas populares em torno do mar. Alguns desses índices são também utilizados para liquidar Futuros de Frete, conhecido como FFA. O mais famoso dos Índices do Báltico é o Baltic Dry Index, comummente chamado de BDI. Esta é uma função derivada do Baltic Capesize Index (BCI), Baltic Panamax Index (BPI), Baltic Supramax Index (BSI) e o Baltic Handysize Index (BHSI). O BDI tem sido utilizado como um termómetro para a economia global como pode ser interpretado como um indicador de um aumento ou diminuição na quantidade de comodidades que os países importam/exportam.

## Carga a granel em seco ( negociações de "seco"s)[1]
- Bauxita

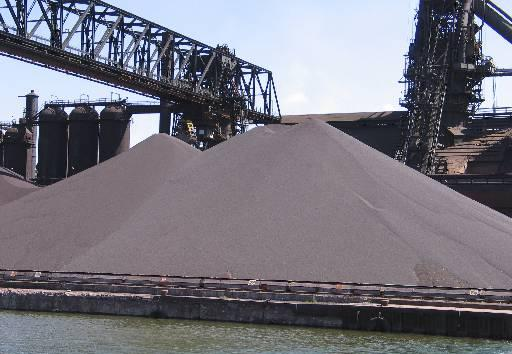
Esta pilha de pelotas de minério de ferro será usada na produção de aço

- Massa de minerais (areia e cascalho, cobre, calcário, sal, etc.)
- Cimentos
- Produtos químicos (fertilizantes, plásticos em grânulos e pellets, de resina em pó, fibras sintéticas, etc.)
- Carvão e coque
- Produtos agrícolas, tais como comestíveis secos (para animais ou seres humanos: pelotas de alfafa, pelotas de citrus, pecuária, forragem animal, farinha de trigo, amendoim, em bruto ou refinado, açúcar, sementes, amidos, etc.)
- Grãos (trigo, milho, arroz, cevada, aveia, centeio, sorgo, soja, etc.)
- Ferro (ferrosos e não-ferrosos minérios, ligas de ferro, ferro-gusa, sucata de metal, peletizado taconite), etc.
- As aparas de madeira
- Produtos refrigerados
- Produtos de gado e de origem animal
- Bens unificados
- Unidades com rodas e pesados

## Carga a granel líquida (negociações de "molhado")

### Líquidos não comestíveis e perigosos
- Produtos químicos perigosos
- Petróleo
- Gasolina
- Gás natural liquefeito (GNL)
- Nitrogênio líquido

### Líquidos comestíveise não líquidos perigosos
- Óleo de cozinha
- Frutas e sucos
- Borracha
- Óleo vegetal
- Cinza de zinco
- etc.

#### Galeria
- A Vagão de transporte de leite para carga a granel.
- DME 49328, um vagão coberto propriedade e operado pela Dakota, Minnesota and Eastern Railroad
- Um rodador de vagão
- Carregamento em carga de um navio coletor com rapeseed meal

## Os grandes portos especializados em carga a granel
- Porto de Port Hedland, Austrália
- Porto de Roterdão
- Porto de Vancouver
- Porto de Liverpool

- Porto Fourchon
- Porto de Tyne
- Porto de Amesterdão
- Porto de Hamilton, Canadá
- Porto de São Sebastião, Brasil